# Morella quercifolia
Morella quercifolia är en porsväxtart som först beskrevs av Carl von Linné, och fick sitt nu gällande namn av D.J.B. Killick. Morella quercifolia ingår i släktet Morella och familjen porsväxter. Inga underarter finns listade i Catalogue of Life.